# Домішевський Ростислав Здиславович
Ростисла́в Здісла́вович Доміше́вський (псевдоніми — Рой, Ростик; нар. 30 січня 1971, Новояворівськ) — український музикант, продюсер, заслужений діяч мистецтв України (2019), автор пісень і учасник гурту «Скрябін»  з 1989 по 2002 рік.

## Життєпис
Народився в місті Новояворівськ 30 січня 1971 року. Батько Домішевський Здіслав Станіславович — за професією вчитель фізичного виховання, за покликанням артист гумору та конферансу. Помер 5 вересня 1995 року від інфаркту міокарда. Мати Домішевська (Романишин) Стефанія Стефанівна — медична сестра, працювала операційною сестрою і на швидкій допомозі. Зараз на пенсії.
Має рідну сестру, Домішевську Світлану Здіславівну. Вона ветеринарна лікарка. Живе у Москві, куди поїхала вчитись до ветеринарної академії імені Костянтина Івановича Скрябіна ще за СРСР.
Ростислав вчився в одній школі з Андрієм Кузьменком. Вчився у музичній школі по класу скрипки, але після п'яти років впевненого навчання не витримав і лише два роки не довчився. Всі троє — Сергій Гера, Андрій Кузьменко та Ростислав вчились у музичній школі в Новояворівську, а мати Кузьменка (Ольга Михайлівна) викладала додатковий предмет — фортепіано.
Тоді, в шкільні роки, Кузьма з друзями грали в актовому залі, а Ростик і його ровесники стояли під вікном і зачаровано слухали. Однак, ясно, 10–12-річний Ростик, навіть за умов знайомства з Кузьмою не міг брати участі в його божевільних «experiences». Тоді для юного Ростика Кузьма був майже кумиром, сформувавши його музичні вподобання.
У 1988 році Ростик — 17-річний хлопець, котрий тільки що закінчив школу і вирішив абсолютно серйозно займатися музикою, збирає свій гурт «Наша Контора».
Після школи Ростислав, щоб не забрали в армію, поступив в СПТУ-56 і отримав диплом «Монтажника радіоапаратури й приладів».
У 1988 році до Ростика звернувся Юрій Ігорович Дацко. У Юрія Ігоровича була апаратура в Палаці Культури «Кристал», але не було гурту, котрий повинен був би грати на весіллях, на танцях. Він знав Ростика з такої серйозної сторони, що він дуже «виконавчий» хлопець, і тому дав ключі, щоб той водночас знайшов хлопців і готував матеріал для акомпанементу на весіллях і танцях. Ростик погодився і пропав на півтора місяця, а коли Юрій Ігорович прийшов, побачив нормальний професійний панківський гурт, звуки якого доносились до найближчих сіл.
Ростик грав на гітарі. Студію, в котрій юний гітарист часто залишався спати після репетицій, охрестили студією «Sпати», що з часом було розшифровано як «Студія паталогічної тиші». Але точно відомо, що ця розшифровка з'явилась пізніше.
Отож, студія «Sпати» зібрала молодих музикантів зі всього Новояворівська, серед яких виявилися всі учасники майбутнього гурту «Скрябін». Рой брав участь в гуртах «Наша Кантора», «The One», «Бардак», «Скажений сміх», «Voice of Hell», «Дизентерія». Всі ці гурти грали різну музику, а Ростик виступав як гітарист і автор текстів. В «Sпати» записувалися Андрій Кузьменко, Ігор Яцишин, Мирослав Либа, Богдан Либа, Андрій Гула, Славік Пономарьов, Рудик, Вася Пінчук, Іван Дроцик, Ростик Хрущ, Роман Брама та інші.
Команди зі студії «Sпати», за свідченнями «скрябінців», працювали на дуже високому рівні, і навіть повинні були в 1989 році їхати на фестиваль в Польщу. Але КДБ їх не пропустив, бо запідозрив у чомусь. У гурту не було неприємностей з міліцією до 1991 року, коли музиканти почали ексцентрично вдягатись, що більше стосувалось Ростика, у якого виникало бажання розфарбуватися більше від інших.
Навесні 30 червня 1989 року Рой взяв участь в записі альбому «Чуєш біль», котрий був першою роботою гурту «Скрябін». Ініціював зйомку першого кінокліпу гурту, запросивши режисера Володимира Зайковського.
Під час відпустки, котра була в Роя в 1990 році, гурт встиг разом записати треки для участі Андрія в фестивалі «Червона Рута» на студії "Лева" у Львові. Згодом в період 1991—1992 там же були дописані пісні, котрі разом з раніше записаними увійшли у перше касетне видання альбому «Мова Риб». Саме на цьому альбомі вперше з'являються в репертуарі групи Скрябін пісні авторства Ростика: його «Най буде дощ» і написана у співавторстві з Андрієм «Шось Зимно».
У період 1992–93 років Ростик бере участь у написанні пісень і записі демо версій матеріалу «Технофайт», пісні з якого Скрябінці включали у свої наступні альбоми. В цей період Ростик стає співавтором пісень гурту — в основному це тексти.
1993 року Ростик їде в Москву, де у його кузена Жака був приватний бізнес. Тут він працював з перервами до 1997 року.
У цей період Ростик приїжджає до Києва на важливі концерти й гастролі й на запис альбому «Птахи» в 1994 році, альбому «Казки» 1995—1996 роки.
Там же в Москві Ростислав познайомився й одружився з Олею Явніковою (Спірідонова). Познайомився Ростик з нею в Москві, вона — росіянка за національністю, розписалися в Новояворівську. Ростислав настільки сильно був прив'язаний до своєї дружини, що не міг нормально працювати, поки вона не погодилась переїхати в Київ і жити разом з ним. У 1998 році це нарешті сталося, і у Ростика постійно було хороший настрій і творче натхнення. Він називав дружину і сина Ольги Артема найважливішими в його житті й завжди відкрито гордився ними. Переїзду Олі в Київ з нетерпінням чекав Шура, котрий мріяв про помічника в кухонних справах (Рой і Шура у той час жили на одній квартирі).
Подружжя розійшлося у 2000 році. Спільних дітей у них немає.
У 1998–1999 роках Ростик бере на себе розв'язання адміністративно-фінансових питань та організовує концерти. За його словами в інтерв'ю для «Галицького Кориспондента» 13.10.2017 року, це було помилкове рішення, котре «вбило дружбу [Архівовано 23 лютого 2022 у Wayback Machine.]», що очевидно призвело до розпаду групи «Скрябін».
На чергових виборах Президента України в 1999 році, група їздить в концертному турі на підтримку виборчої кампанії чинного Президента Леоніда Кучми, коли він балотувався на другий термін. Той період Рой згадує так: «Ми були політично безграмотними, коли без особливого розбору схвалювали пропозиції політично керованих кампаній. До всіх історій про національну боротьбу ми ставилися як до фольклору. Звичайно, ми бачили якісь хвилі демонстрацій, але воно не чіпало нас зсередини. Нас цікавило мистецтво музики. А в проблемах між Росією та Україною ми дупля не давали».
Вже у 2000 році під час запису альбому «Стриптиз» «скрябінці» сварились між собою. Гурт ледь не розпався.
В 2001 році Ростислав зійшов зі сцени й почав займатися переважно адміністративними справами гурту.
В 2002 році дружня атмосфера серед музикантів зникає остаточно. Вихід альбому «Озимі люди» вже був без участі Домішевського — він покинув «Скрябін» і пішов працювати зі співачкою Юлією Лорд (вже тоді — дружиною Ростислава). Домішевський запам'ятався фанам як привітний, урівноважений, завжди спокійний чоловік, в голові у котрого народжувалися найдобріші слова і найглибші ідеї «Скрябіна». Привітливість в ньому живе разом з замкнутістю, неймовірна працездатність — з любов'ю поспати. Від Ростика віє мудрістю і повагою.
У 2003 році, гурт покидає ще один учасник першого складу «Скрябіна» — Сергій Гера («Шура»).
Під час Помаранчевої революції гурт бере участь у підтримці Януковича в першому турі, Ростислав гостро критикує Кузьменка, який залишався агітувати на концертах за Януковича.
Я два роки не розмовляв з Кузьменком і не збираюся цього робити ніколи більше в житті… Ти був в числі тих, хто виставляв сьогодні цих людей на сніг, хто виставляв їх сьогодні під приціли, і ти повинен бути в числі тих, хто їх звідтам виведе. Для того, щоб в нашій країні перемогла правда і справедливість.
У 2004 році Ростислав разом з Сергієм Герою створює проект «ЕХО» [Архівовано 29 листопада 2021 у Wayback Machine.]. Було записано демоверсію альбому. Студійного продовження ця робота не має.
2005–2010 — гендиректор представництва каналу Fashion TV-Україна.
Співпродюсер у проєкті Юлія Лорд.
Член оргкомітету національного мистецького фестивалю «Кропфест».
На початку 2019 року, Ростиславу було присвоєно почесне звання Заслуженого діяча мистецтв України.
В березні 2020 року, Домішевський опинився у лікарні з діагнозом «обширний інфаркт». Колеги та друзі ініціювали збір 50 тисяч гривень та закликали українців підтримати Ростика.
2021 року стався скандал щодо авторських прав на ранню творчість гурту «Скрябін». Ростислав Домішевський звинуватив родину Андрія Кузьменка у привласненні авторських прав на пісні гурту «Скрябін»
Зараз займається менеджментом у культурно-мистецьких проєктах. На дозвіллі доглядає за рослинами. «Ми дуже багато часу проводимо в селі — ставок, город, садок, хатка, мангал».

## Особисте життя
- перша дружина — Ольга
- дружина — Юлія Лорд (з 1999 року)

## Дискографія

### Скрябін
- 1989 — «Чуєш біль»
- 1992 — «Мова риб»
- 1993 — «Технофайт»
- 1995 — «Птахи»
- 1997 — «Мова риб»
- 1997 — «Казки»
- 1998 — «Танець пінгвіна»
- 1999 — «Хробак»
- 1999 — «Технофайт 1999»
- 1999 — «Птахи повернулись»
- 2000 — «Модна країна»
- 2001 — «Стриптиз»

### ЕХО
- 2004 — «ЕХО»